# Alloecella pilosa
Alloecella pilosa is een schietmot uit de familie Helicophidae. De soort komt voor in het Australaziatisch gebied.